# Joshua Rush
Joshua Rush (Houston, Texas, 14 de dezembro de 2001) é um ator americano. Rush começou sua carreira como ator mirim interpretando papéis como Turner no filme Parental Guidance, e versões jovens dos personagens Sylar e Chuck Bartowski na série Heroes e Chuck, respectivamente. Desde 2016, ele dubla Bunga na série de televisão da Disney Junior, The Lion Guard, e desde 2017 estrela como Cyrus Goodman na série do Disney Channel, Andi Mack.

## Carreira
Rush tinha dez meses quando apareceu pela primeira vez em um especial de televisão local, e depois vários anúncios e catálogos logo em seguida.
Aos 2 anos e meio, ele tinha a incrível capacidade de identificar carros por logotipo e estilo de corpo, e foi destaque no noticiário da manhã da KHOU em um segmento sobre como criar "crianças inteligentes".
Antes de trabalhar em Heroes, Rush apareceu em Private Practice. Seus créditos cinematográficos incluem Blue Boy, The Journal e Mindsight, e ele interpretou Carlos no vídeo infantil Baby Jamz: Daily Lessons e Jamz Sessions com Solange Knowles. Ele também atuou em comerciais para o Space Center Houston e Safeco Insurance, e um vídeo e-card para americangreetings.com.
Em 2009, Rush apareceu no Jay Leno Show como o "Super Duper Nanny Son". No mesmo ano, ele também apareceu no Medium como Tanner Campbel, o garoto na fantasia de banana, e em Criminal Minds como Ronny Downey.
O primeiro grande papel de Rush na TV veio em 2009, quando ele foi escalado para Heroes. Ele interpretou o personagem de Zachary Quinto, Gabriel Gray, ainda muito jovem. Esse papel recorrente foi parte de um importante ponto da trama na terceira temporada. Depois de Heroes, Rush teve papéis menores na Parenthood, CSI: NY e Agente Especial Oso.
Em 2010, Rush começou a interpretar uma versão jovem do personagem de Zachary Levi, Chuck Bartowski, em Chuck. Nesse papel, ele trabalhou com atores como Scott Bakula e Linda Hamilton. Depois de seu trabalho em Chuck, Rush fez o trabalho da ADR no filme November Christmas do Hallmark Channel, e fez comerciais para o McDonald's e GameStop.
Em 2012, Rush apareceu como Turner Simmons no longa-metragem Parental Guidance, que lhe rendeu uma indicação ao Young Artist Award de Melhor Ator Jovem de Dez Anos em um longa-metragem. Ele também está no filme de suspense Emelie (2015).
Rush dubla Bunga na série do Disney Junior, The Lion Guard; Toby em As Aventuras de Gato de Botas da Netflix e Breehn, na série do Cartoon Network, Clarence.
Joshua interpreta Cyrus Goodman, um dos dois melhores amigos de Andi, na série do Disney Channel, Andi Mack. A série estreou no Disney Channel em 7 de abril de 2017 com a estreia de uma hora, acumulando mais de 14 milhões de visualizações.

Em agosto de 2019, o ator assumiu a bissexualidade através da rede social Twitter.